# 9709 Chrisnell
9709 Chrisnell è un asteroide della fascia principale. Scoperto nel 1977, presenta un'orbita caratterizzata da un semiasse maggiore pari a 3,0135439 UA e da un'eccentricità di 0,0488462, inclinata di 11,26274° rispetto all'eclittica.